# Reprezentacja Fidżi w piłce nożnej mężczyzn
Reprezentacja Fidżi w piłce nożnej pierwszy mecz rozegrała w 1951 roku, członkiem FIFA jest od 1963. Regularnie bierze udział w Pucharze Narodów Oceanii, jej największym osiągnięciem w tym turnieju było trzecie miejsce w 1998 i 2008.
Nie zadebiutowała jak do tej pory w Mistrzostwach Świata.
Obecnie selekcjonerem kadry Fidżi jest Christophe Gamel

## Eliminacje doMistrzostw Świata 2014

### Grupa B
| Miejsce | Drużyna           | Mecze | Punkty | Zwyc. | Rem. | Por. | Bramki |
| ------- | ----------------- | ----- | ------ | ----- | ---- | ---- | ------ |
| 1       | Nowa Zelandia     | 3     | 7      | 2     | 1    | 0    | 4-2    |
| 2       | Wyspy Salomona    | 3     | 5      | 1     | 2    | 0    | 2-1    |
| 3       | Fidżi             | 3     | 2      | 0     | 2    | 1    | 1-2    |
| 4       | Papua-Nowa Gwinea | 3     | 1      | 0     | 1    | 2    | 2-4    |

## Udział wMistrzostwach Świata
- 1930 – 1962 – Nie brało udziału (było kolonią brytyjską)
- 1966 – 1978 – Nie brało udziału
- 1982 – Nie zakwalifikowało się
- 1986 – Nie brało udziału
- 1990 – 2022 – Nie zakwalifikowało się

## Udział wPucharze Narodów Oceanii
- 1973 – Faza grupowa
- 1980 – IV miejsce
- 1996 – Nie zakwalifikowało się
- 1998 – III miejsce
- 2000 – Wycofało się z turnieju
- 2002 – Faza grupowa
- 2004 – IV miejsce
- 2008 – III miejsce
- 2012 – Faza grupowa
- 2016 – Faza grupowa

## Trenerzy od 1960
- Sashi Mahendra Singh (1960–1976)
- Moti Musadilal (1979)
- Rudi Gutendorf (1981)
- Wally Hughes (1981–1982)
- Michael Thoman (1983–1986)
- Rudi Gutendorf (1987)
- Anand Sami (1995)
- Danny McLennan (1998)
- Billy Singh (1998–2002)
- Les Scheinflug (2002)
- Lee Sterrey (2003)
- Tony Buesnel (2004)
- Juan Carlos Buzzetti (2006–2009)
- Yogendra Dutt Dutt (2009–2010)
- Gurjit Singh (2011)
- Juan Carlos Buzzetti (2011–2017)